# 8 міліметрів (фільм)
«8 міліметрів» (англ. 8mm) — американсько-німецький психологічний нео-нуарний трилер 1999 року режисера Джоела Шумахера за сценарієм Ендрю Кевіна Вокера. У ролях: Ніколас Кейдж, Хоакін Фенікс, Джеймс Гандольфіні та Пітер Стормаре.

## Синопсис
Приватний детектив Том Веллс (Ніколас Кейдж) занурюється у світ снаф-фільмів. 

## У ролях
| Актор              | Роль                           |
| ------------------ | ------------------------------ |
| Ніколас Кейдж      | Том Веллс                      |
| Хоакін Фенікс      | Макс Каліфорнія                |
| Джеймс Гандольфіні | Едді Пул                       |
| Петер Стормаре     | Діно Вельвет                   |
| Ентоні Гілд        | Деніел Лонгдейл                |
| Міра Картер        | Місіс Крістіан                 |
| Кетрін Кінер       | Емі Веллс                      |
| Норман Рідус       | Воррен Андерсон                |
| Кріс Бауер         | Джордж Ентоні Хіггінс / Машина |

## Виробництво
Зйомки розпочалася в лютому 1998 року в Маямі, Флорида. Зйомки також проходили в Нью-Йорку та у Калвер-Сіті, Каліфорнія.

## Збори
Фільм показувався в 2730 кінотеатрах Північної Америки та заробив 14 252 888 доларів за перші вихідні, в середньому 6 013 доларів США за кінотеатр, зайнявши 1 місце в касових зборах. Фільм заробив 36 663 315 доларів на американському ринку та 59 955 384 доларів на світовому на загальну суму 96 618 699 доларів США.